# 청소년 범죄
청소년 범죄는 "청소년의 범죄행위·촉법행위·우범행위"를 말한다. 이러한 범죄를 저지른 이를 소년범(少年犯, 영어: young offender) 또는 범법소년(犯法少年)이라고 한다.

## 법적 처리
소년범죄에 대하여 소년법·형법에서는 보호사건과 형사사건으로 구분하여 일반 형사소추 절차에 의한 형사처벌과 교육과 선도를 목적으로 한 보호처분을 규정하고 있다. 즉 죄질이 극히 불량하여 선도·교육이 불가능하다고 판단되는 범법소년에 대해서만 형사처벌을 하고 있는데, 범죄를 구성한 비행소년의 처리기관은 경찰·검찰·법원으로 구성되어 있다.  경찰의 경우 과거 범죄소년은 수사경찰이 다루고 촉법소년과 우범소년은 소년경찰이 다루어 왔으나 1986년 7월부터 소년경찰이 소년범죄를 전담하고 처리절차도 일원화했는데, 촉법소년과 우범소년이 발견되면 범죄내용과 신상관계·환경 등을 조사하여 가정법원 소년부에 송치한다.  검찰은 범죄소년을 송치받은 경우에 개개인에 대하여 주변환경·개성·심성·범행유발 원인 등을 상세히 조사하여 개전의 정이 없고 죄질이 극히 불량한 흉악범·상습범·조직폭력배 등에 대하여는 중벌을 과하고, 선도가 가능하다고 판단되는 소년범에 대해서는 선도·보호에 중점을 두어 기소유예(또는 선도조건부 기소유예) 결정을 내리고 있다.   소년법에서는 형사사건은 동법에 특별한 규정이 없는 한 일반 형사사건의 예에 의하되 검사는 소년에 대한 피의사건을 수사한 결과 벌금 이하의 형에 해당하는 범죄이거나 보호처분에 해당하는 사유가 있다고 인정한 때에는 사건을 소년법원에 송치하여야 하며 소년법원은 송치된 사건을 심리한 결과 그 동기와 죄질이 금고 이상의 형사처분을 할 필요가 있다고 인정할 때에는 결정으로서 사건을 검찰청 검사에게 송치할 수 있다고 규정하고 있다.

### 선도조건부 기소유예제도
통상의 기소유예 결정을 함에 있어 계속 선도할 필요가 있다고 판단되는 범법소년에 대하여는 법무부장관(지방검찰청 검사장)의 위촉을 받은 민간소년선도위원의 선도를 조건으로 기소유예의 결정을 하는 제도를 말한다.  이는 소년은 성년과 달리 인격형성 과정에 있으므로 감수성이 예민하여 쉽게 범죄의 구렁텅이에 빠져 들기 쉬운 반면에 개선의 가능성도 크므로 죄질이 다소 중하다고 하더라도 개전의 정이 보이는 경우에는 교정시설에 수용하기보다 사회내에서 덕망과 학식있는 선도위원의 선도·보호를 받게 함이 더욱 바람직하다고 판단되기 때문이다.

### 법원
검찰이 기소한 14세 이상 19세 미만의 소년범죄사건을 심리한다. 심리 결과 형사처분이 필요하다고 인정되면 유죄의 판결을 내려 소년교도소에서 복역케 하고 정상에 따라서는 선고유예 또는 집행유예를 선고한다. 사안이 경미하여 보호처분에 해당하는 것으로 인정되는 경우에는 소년법원에 이송한다.

### 소년법원
경찰·검찰·법원으로부터 송치·이첩된 소년사건에 대하여 비행원인을 조사·심리하여 최적의 보호처분을 행하는 재판기관으로 2003년 현재 서울가정법원, 대구·부산·광주 지방법원 소년지부원, 대전·춘천·청주·전주 지방법원 소년부 등 8개소가 있다.

## 소년범죄동향
전반적으로 일시 감소하다가 다시 증가하고 있는 소년범죄는 사회적 윤리공동화 현상에 더욱 자극받고 있다.  범죄유형별로는 강력범·폭력범이 증가하면서 조직화·집단화·흉폭화 경향을 보이고 있고 단순절도 등 재산범은 점차 감소세를 보이고 있다. 연령별로는 범죄연령이 점차 낮아지고 있으나 18-19세가 여전히 반수를 점하고 있고 성별로는 남자가 증가하는 대신에 여자는 계속 감소추세를 보이고 있다. 동기별로는 우연·유흥비조달·환각 및 취중 순이며 직업별로는 학생·무직·종업원·근로자 순이고 교육 정도는 고학력자가 증가하는 대신 저학력자는 감소하고 있다.

## 아동복지법
아동이 건전하게 출생하여 행복하고 건강하게 육성되도록 그 복지를 보장함을 목적으로 하여 18세 미만의 자를 그 적용대상으로 하고 있다. 동법은 국가·국민·보호자 등의 아동에 대한 보호양육과 건전한 육성의무를 주제로 하고 있는 바, 아동이 그 보호자로부터 유실·유기 또는 이탈된 경우와 그 보호자가 아동을 양육하기에 부적당하거나 능력이 없는 경우 또는 기타의 경우에 동법의 규정에 의하여 보호 받을 아동을 요보호아동으로 정의하고 있다.

## 미성년자보호법
미성년자의 흡연·음주 및 선량한 풍속을 행하는 행위를 금지하고 아울러 미성년자의 보호에 필요한 사항을 규정함으로써 미성년자의 건강을 보호하며 선도육성함을 목적으로 흡연·음주하는 행위, 선량한 풍속을 해할 염려가 있는 흥행장·유흥접객업소·사행행위장·유기장 등에 출입하는 행위, 숙박업소·야외막소와 해수욕장·수영장·공원·관광지·명승지 기타 유원지에서의 성도덕 등 풍기를 문란하게 하는 행위를 미성년자의 금지사항으로 정하고 있다. 동법에서는 친권자의 금지사항 제지의무와 영업자의 의무를 규정하는 동시에 미성년자에 대한 불량만화·음란물 등의 판매행위를 금하고 있다. 동법에서는 미성년자들의 금지사항 위반에 대해서는 영치·통보·즉시교정 등의 조치만을 정하고 있다.

## 원인
소년비행을 원인면에서 보면 유흥·유혹·빈곤·분노·허영·모방·교우관계·방임(放任)·정신결함·신체결함·가정결함 등을 찾아 볼 수가 있다. 최근까지 일어나고 있는 청소년의 비행·범행을 간추려 보면 다음과 같다.
1. 일반적으로 남자의 경우가 아직도 많은 것이 사실이나 여자도 차츰 늘어 가고 있다는 점.
2. 연령면에서 넓게는 13세에서 19세경까지로 펼쳐지고 있으나, 이른바 사춘기와 청년 중기에 많은 경향을 엿보이기도 한다는 점.
3. 도시화와 떼어놓을 수 없는 관계를 나타낸다는 점.
4. 무직자(無職者)가 아직도 많은 것이 사실이나 직업을 가진 청소년이나 학생이 그런 행동을 하는 비율이 계속 늘어 나고 있다는 점.
5. 비행이 집단화·조직화·맹목화·잔인화 하고 있다는 점.
6. 누범(累犯)이 증가하고 있는 점.
7. 교육수준이 낮은 편인 자의 경우가 아직 절대적으로 많은 것은 사실이나 차츰 교육수준도 전체수준의 향상에 따라 높아가고 있는 일면도 없지 않다는 점.
8. 넓은 의미의 결손가정(缺損家庭)이 큰 배경을 이루고 있다는 점.
9. 가정배경에 있어 아직도 빈곤이 그 수에 있어서 많은 것은 사실이나 차츰 중·상층 배경을 가진 자의 수가 늘어 가고 있다는 점.
10. 성범죄(性犯罪)의 증가와 아울러 비행의 전체적인 양상이 질적으로 달라져 가고 있다는 점 등을 들 수 있다.

우리나라 청소년의 비행실태는 그 깊은 원인면에서 다음 몇 가지 점에 유의하여 문제를 다루는 방향을 잡아야 한다. 첫째, 원래 사람은 범죄를 행하게 태어난 사람과 그렇지 않은 사람이 따로 있는 것이라는 고전적인 생각은 이미 우리에게 받아들여질 수 없는 생각이다. 어려서부터 가정교육의 기초가 어떠했느냐 하는 후천적인 교육환경에서 그 의미를 찾아야 한다.  둘째, 빈곤이 비행과 범행의 배경이라는 생각에 대해서도 다시 한번 생각할 필요가 있다.  셋째, 비행이나 범행은 나타나는 순간에는 오히려 우발적인 경우가 많은 편이나, 사전에 계획된 것일 수도 있다.  넷째, 비행이나 범행의 직접적인 동기는 대체로 정서적인 점에서 그 배경을 찾아보는 것이 용이하다. 가령 지금 중상층(中上層)에서 비행이나 범행을 저지르는 자의 수가 늘고, 도시에서 수가 계속 늘고 있다는 것은, 정서적인 불안과 갈등이 오랫동안 쌓였다가 어떤 계기가 되면 그와 같은 바람직하지 못한 방향으로 터져 나오게 된다는 점에 주목해야 한다.  다섯째, 비행이나 범행을 예방할 수 있는 길은 가정생활에서, 그리고 아주 어렸을 때의 교육에서 다루는 것이 무엇보다도 중요하다.

## 비행소년 지도방법
비행소년 지도에는 가끔 엄벌주의(嚴罰主義)를 택하기 쉽다. 엄벌주의는 그것이 체벌(體罰)이건 아니건, 학생이 학교나 교사의 기대에 어긋나고 체면을 손상시켰음에 대한 학교·교사측의 감정적 비난 및 일반적 예방을 위한 타 학생에 대한 본보기로 작용하기 쉽다. 이의 교육적 효과가 없다는 것은 이미 이론적으로나 실천적으로 시인되고 있다. 비행소년에 대한 지도는 어디까지나 그 스스로를 위해 하고 있다는 것을 그로 하여금 실감할 수 있도록 하지 않고서는 교육적 의미가 없다. 비행소년은 제각기 다른 문제(원인) 때문에 비행을 범하고 있으므로 모든 비행소년의 지도에 사용할 수 있는 공통된 지도방법이란 없다. 따라서 이 소년은 어째서 비행을 저질렀으며, 문제점은 무엇인가를 이해하려는 교육적 관심이 지도의 근본이 되어야 한다.
그러기 위해서는 각각 학생의 문제를 표면적으로 보되 되도록 전문적·과학적으로 이해하려는 태도와 능력이 필요하다. 비행소년의 조기발견이나 조기지도는 매우 중요하나, 이점에 관해서는 중·고등학교의 교사는 초등학교 교사의 경우보다 많은 책임이 부과되고 있다. 왜냐하면 일반적으로 초등학교 학생의 생활공간은 가정을 중심으로 한 비교적 좁은 범위이기 때문에 비행의 전(前)단계에서 일어나는 여러 가지 문제행동을 부모나 가족이 발견하기 쉽다.
이에 반하여 중학교 이상이 되면 연령과 함께 생활공간이 확대되어 정신적으로 서서히 가족으로부터 독립·분리하여 친구관계로 중점이 옮겨지는 고로 학생의 여러 가지 문제행동(비행의 前驅症狀, 즉 복장·자세·말투의 무질서나 금전낭비, 소지품의 변화, 흡연, 交友不良 등)은 가정 밖의 학교나 친구와의 교유장소에서 나타나기 쉬우므로 부모나 가족보다 교사가 발견하기 쉬운 위치에 있다. 교사가 실제로 비행소년에 대해 지도할 경우, 평소 교사·학생의 관계가 참된 의미에서의 교육적 관계로 성립되어 있는 것이 불가결의 조건이다. 이 교육적 신뢰관계로 성립되어 있지 못할 경우, 교사가 행하는 모든 지도방법은 비행소년에게 기만적인 것으로 받아들여져, 열심히 활동할수록 그만큼 반비례적 역효과가 생겨나게 된다.
비행소년을 면접하고 지도할 때 교사는 비행행위 그 자체를 비난하는 태도를 처음부터 나타내서는 안 되며, 학생이 비행에 빠진 원인을 그와 함께 밝히려는 태도로 접근해야 한다. 아주 드문 정신이상자가 아닌 한, 비행소년은 자기가 행한 행동이 도덕적으로 비난받는 것임을 지적으로 이해하고 있고, 다만 감정적·정서적으로 그러한 자기비난을 솔직하게 받아들이지 못하고 갈등에 빠져 있다.
따라서 만약 교사가 지도의 시초부터 도덕적 비난을 한다면 비행소년은 더욱 심리적 갈등상황에 빠져 그 해소를 위해 더욱 강한 비합리적 해소방법을 취하게 된다(더욱 자기의 심리적 벽 안에 갇혀 버려 타인과의 심리적 교류를 거부하거나 혹은 비행행위를 계속하는)고 하는 악순환을 되풀이하는 결과가 된다. 그러나 초등학교 학생의 경우는 비행적(非行的) 습성이 강해졌기 때문에 비행을 한다는 아동은 거의 없으며, 일시적으로 강한 유인(誘引)이 되는 상황에 놓였기 때문에 욕망을 통제할 수 없어서 행하는 우발적 색채가 짙은 비행(절도가 많다)이라든가, 일시적으로 단순한 원인으로 우인관계가 악화하여 행하는 비행(싸움·상해가 많다)이 대부분이다. 그러므로 중·고등학교의 비행소년을 대하는 듯한 전인격적 지도보다도 행위 자체를 분리하여, 행위가 지니는 도덕적·가치판단적 의미나, 그것이 가져다 주는 결과의 중대성 등을 이해할 수 있도록 가르치는 것이 효과를 올리기 쉬운 경우가 많다.
비행소년은 경제적·정신적·대인관계적으로 소외된 상황에 놓여 있는 것이 대부분이다. 그들은 인간으로서 더할 나위 없이 중요한 존재라고 하는 자각을 가질 수 있을 만한 지위에 놓여 있지 못하고, 역할도 주어지지 않고 있다. 예로서 학교 내의 이른바 '손님' 형(型) 즉, 교사나 급우로부터 무시당하고 있다거나 또는 적극적인 방해자로서 교사나 급우들로부터 배척을 받는 소년이다. 비행소년에게 갱생(更生)의 의욕을 갖게 하는 전기(轉機)는 가끔 그들에게 인간으로서의 가치를 자각할 수 있는 지도방법을 취하는 교사의 혜택을 받을 경우에 가능해진다. 항상 소년의 장점에 유의하면서 비행소년을 지도해야만 한다.

## 소년범의 종류
아래는 대한민국의 형법과 소년법의 규정에 기초한 분류 방식이다.
- 범죄소년 : 범행 당시 형사책임연령(만 14세 이상 ~ 만 19세 미만[2])이었던 소년

형사처벌을 할 수 있으며, 가정법원의 심리에 따라 형사처벌이 아닌 보호처분을 할 수 있다.
- 촉법소년 : 범행 당시 형사책임연령이 아니었던 소년 중 만 10세 이상 ~ 만 14세 미만[2]

범행 당시 형사책임연령이 아니어서 형사처벌을 할 수 없으나, 소년법에 따라 보호처분을 할 수 있다.
- 범법소년[3] : 범행 당시 만 10세 미만의 소년[2]

범행 당시 형사책임연령이 아니어서 형사처벌을 할 수 없고, 소년법에 따른 보호처분도 할 수 없다.

## 같이 보기
- 비행
- 범죄

## 참고 문헌
- 이 문서에는 다음커뮤니케이션(현 카카오)에서 GFDL 또는 CC-SA 라이선스로 배포한 글로벌 세계대백과사전의 "소년비행" 항목을 기초로 작성된 글이 포함되어 있습니다.